# Hypoctonus binghami
Hypoctonus binghami är en spindeldjursart som först beskrevs av Oates 1890.  Hypoctonus binghami ingår i släktet Hypoctonus och familjen Thelyphonidae. Inga underarter finns listade i Catalogue of Life.